# نرم‌افزار محلی
نرم‌افزار محلی (انگلیسی: On-premises software) (گاهی به اختصار «On-prem» و اغلب با غلط املایی به‌صورت «on-premise» به کار برده می‌شود) به نرم‌افزارهایی گفته می‌شود که بر روی رایانه‌ای نصب و اجرا می‌شود که در محل شخصی یا شرکتی مصرف‌کننده قرار دارد؛ نه بر روی سرورهای یک مرکز داده یا سرورهای ابری.
نرم‌افزار داخلی گاهی به عنوان نرم‌افزار «shrinkwrap» نامیده می‌شود و نرم‌افزار خارج از محل معمولاً «نرم‌افزار به‌عنوان سرویس» نامیده می‌شود.